# Anton Kawalou
Anton Uładzimirawicz Kawalou (biał. Антон Уладзіміравіч Кавалёў, ros. Антон Владимирович Ковалёв, Anton Władimirowicz Kowalow; ur. 19 kwietnia 2000 w Białyniczach) – białoruski piłkarz występujący na pozycji lewego lub prawego pomocnika w białoruskim klubie Tarpieda-BiełAZ Żodzino i młodzieżowej reprezentacji Białorusi. Wychowanek Szachciora Soligorsk. Jego starszy brat Juryj również jest piłkarzem.